# 彼得·拉克曼
彼得·斯特吉斯·拉克曼（Peter Sturges Ruckman，1921年11月19日—2016年4月21日）是一位美国基督教牧师、作家。
拉克曼以他的立场而闻名，他认为钦定版圣经构成了“高等启示”，并且是上帝在英语中的最终的、保存的话语。这种观点常常被其反对者称为“拉克曼主义”；他的追随者则被称为“拉克曼派”。

## 生平
1944年，拉克曼以二等陆军中尉的身份入伍美军，并自愿在日本的占领军中服役。在那里，拉克曼研究了禅宗佛教，并谈到了"禅宗称之为三摩地的涅槃体验，即精神与身体的脱离"。拉克曼回到美国时"心神不宁，充满了恶魔"。他白天做唱片骑师和广播员，晚上在各种乐队中打鼓。在他开始听到声音后 ，他与一位耶稣会神父会面，探讨加入罗马天主教。1949年3月14日，拉克曼与传道者休·派尔交谈后接受了耶稣基督。拉克曼就读于鲍勃·琼斯大学，在那里他获得了宗教学硕士学位和博士学位。
拉克曼结过三次婚，前两次婚姻都以离婚告终 。他的第一任妻子曾控告他实施家庭暴力。离婚后，他娶了自己一个学生的前妻。他的再婚引发了教会的分裂，因为很多人认为他已经不适合作牧师。但后来，他又与第二任妻子离婚，之后娶了一个比自己小27岁的女子为妻。关于离婚，他把责任都推给前妻，称是她们离弃了他。

## 信念和观点
拉克曼相信“唯钦定本主义”(KJV Onlyism) 。他认为钦定本提供了超越原文（希腊文）的"高等启示"，因此人们可以根据钦定本修正原文圣经；任何不基于钦定本圣经的人都是异端，不仅会失去他们的"见证"和"事工"，甚至可能失去生命（p. 132） 。
拉克曼专断地认为钦定版依据的公认文本是惟一正确的文本，大肆攻击现代版本依据的亚历山大文本，将那些支持后者的人称为"亚历山大教派" 。拉克曼还写道，七十士译本是公元三世纪"亚历山大教派"在教父奥利金的领导下，为了颠覆人们对圣经的信仰而制造的骗局。
许多支持圣经无误论的人，包括《芝加哥关于圣经无误论的声明》的签署者，强烈反对拉克曼的立场。惟独钦定版运动中也有人反对他，指出"他的著作如此尖酸刻薄，如此冒犯人，如此恶劣，以至于整个运动都蒙上了他的那种攻击性和咄咄逼人的色彩"。
拉克曼的出版社的网站指出，尽管有些人称他的著作为"恶劣的"，"我们却将它们称为‘带有态度的真理’" 。根据Beacham和Bauder的说法，"毫无疑问，拉克曼是惟独钦定版运动中最尖酸刻薄和恶劣的人" 。詹姆斯·怀特在他的书《惟独钦定版的争议》中说，称拉克曼为尖酸刻薄都显得过于温和，称其为狂妄和夸大其词稍微准确一些。他的书几乎每一页都有连续的谩骂。然而，他的自负式自信却吸引了许多人的追随。拉克曼自己说：
神召我坐在这台打字机前，向1900年至1990年的保守派和基要派的领军学者们倾倒醋、酸、硝酸、清洁液。（原文如此）
拉克曼曾说过，如果三K党不反犹太人，他会加入三K党，因为他同意"他们说的一切话"。

## 参阅
- 钦定版圣经
- 公认文本
- 唯钦定本主义